# Ernst von Theumer senior
Ernst Ritter von Theumer senior (* 5. September 1926 in Wien, Österreich) ist ein österreichischer Kameramann, Filmproduzent, Filmregisseur und Drehbuchautor beim deutschen und internationalen Film.

## Leben
Das Geschlecht derer von Theumer lässt sich bis in das Jahr 1780 zurückverfolgen. Bereits Theumers Vater hieß Ernst Ritter von Theumer (1899–1946). Dessen Frau Anna, geborene Schneck, brachte drei Kinder – Viktor von Theumer (Jahrgang 1922), Edith von Theumer (Jahrgang 1923) und als jüngsten eben Ernst – zur Welt. Dieser ließ sich kurz nach Ende des Zweiten Weltkriegs in München nieder und begann bei dort ansässigen Firmen als Kameramann für Dokumentarfilmaufnahmen („Schönes Alpenland“) und als Kameraassistent bei Spielfilmen (Wo die alten Wälder rauschen, 1956, Weißer Holunder, 1957) zu arbeiten. Gelegentlich, wie bei Der Förster vom Silberwald und Heimatland, steuerte er zu Spielfilmen Natur- und Tieraufnahmen bei.
Zum Ende desselben Jahrzehnts gründete Ernst Ritter von Theumer seine erste eigene Produktionsfirma. Er begann 1959 mit der Herstellung des Filmes Abenteuer am Bosporus (Arbeitstitel), bei dem der Rififi-Star Carl Möhner auch Regie führte. Offensichtlich gab es große Probleme, einen Verleih zu finden, sodass der Streifen, bei dem Theumer auch die Kamera führte und der schon typische Merkmale vieler späterer Theumer-Produktionen aufwies, erst 1962 unter dem leicht veränderten Titel Inshalla, Razzia am Bosporus in die Kinos gelangte. Die Kritik strafte diesen wie auch das Gros der folgenden Theumer-Produktionen mit Missachtung oder gar Missfallen. Über den Erstling Inshalla hieß es beispielsweise: „Unsäglich primitive, von schrägen Tanzaufnahmen unterbrochenen Abenteuer eines deutschen Rauschgiftkommissars in der Türkei“.
Theumers Œuvre der 1960er Jahre, als er sowohl als Produzent (seiner Firmen Filmproduktion Ernst von Theumer und Tefi-Filmproduktion Ernst Ritter von Theumer) als auch als Regisseur wirkte, wurde von künstlerisch völlig unambitionierten, ebenso actionhaltigen wie kaltschnäuzigen B-Unterhaltungsfilmen bestimmt und besaßen reißerische Titel wie In der Hölle ist noch Platz, Camp der Verdammten, Mord in Rio, Der Satan mit den roten Haaren und Perry Rhodan – SOS aus dem Weltall. Ab Mitte desselben Jahrzehnts, als Theumer zumeist mit internationalen Partnern zusammenarbeitete, inszenierte er auch mehrere schieß- und prügelfreudige Filmchen derselben Kategorie wie beispielsweise Scharfe Schüsse auf Jamaika und Ich, die Nonne und die Schweinehunde. Diese Inszenierungen stellte Theumer nur selten unter eigenem Namen her, sondern benutzte internationales Flair suggerierende, „amerikanisch“ klingende Pseudonyme wie „Richard Jackson“. Zuletzt, in den 1980er Jahren, konzentrierte sich von Theumer mit seiner kleinen Münchner Produktionsfirma TAT-Filmproduktion GmbH erneut auf die Herstellung hochspekulativer, im „exotischen“ Milieu spielenden Sex-and-Crime-Geschichten. Über Jungle Warriors – Euer Weg führt durch die Hölle schimpfte beispielsweise die Online-Ausgabe des Lexikon des internationalen Films: „Ein auf die finale Schießorgie hin inszenierter, weitgehend spannungsarmer Abenteuerfilm mit genreüblichen Brutaleffekten und frauenfeindlichen Klischees.“ Über Theumers nicht minder raubauziges Spätwerk Rage to Kill heißt es ebenda: „Ein extrem einfältiger Abenteuerfilm, der ungeniert von Klischee zu Klischee springt, angereichert mit den genreüblichen Metzeleien.“
Mit der Schauspielerin Monika Teuber, einst seine Entdeckung (Mögen sie in Frieden ruh’n), gründete er 1978 die Cineteleteam, und sie produzierten u. a. Die Totenschmecker und Primel macht ihr Haus verrückt. 1980 gründete Theumer mit Teuber und Gerd Ackermans gemeinsam die TAT Filmproduktion, die Filme wie Chained Heat, Red Heat, Jungle Warriors und Silent Night herausbrachte. 1994 produzierte er zusammen mit Monika Teuber für die eigene Firma Triangle Film die Literaturverfilmung Dschamilja, die auf den Filmfestivals St. Petersburg, Schanghai, Casablanca und Marrakesch lief. Anschließend beendete Ernst Ritter von Theumer seine Filmtätigkeit und zog sich ins Privatleben zurück.
2009 wurde er wegen Geldwäsche verurteilt. Damals gab er an 148 Euro Rente zu bekommen und finanziell auf seinen Sohn angewiesen zu sein.
Sein Sohn ist der gleichnamige Produzent Ernst Ritter von Theumer (* 1949), der über seinen Vater ins Filmgeschäft stieß und seit den 1980er Jahren recht erfolgreich als Fernsehproduzent arbeitet.

## Filmografie (Auswahl)
als Filmproduzent, wenn nicht anders angegeben
- 1954: Schönes Alpenland (Dokumentarfilm) (nur Ko-Kamera)
- 1955: Heimatland (nur Kamera der Tieraufnahmen)
- 1959: Inshalla, Razzia am Bosporus (auch Kamera)
- 1961: In der Hölle ist noch Platz (auch Regie)
- 1961: Camp der Verdammten
- 1963: Mord in Rio
- 1964: Der Satan mit den roten Haaren
- 1965: Scharfe Schüsse auf Jamaika (auch Regie)
- 1965: Warteliste zur Hölle (auch Ko-Drehbuch)
- 1966: Mögen sie in Frieden ruh’n (Requiescant)
- 1967: Das Geheimnis der Todesinsel (auch Ko-Drehbuch)
- 1967: Perry Rhodan – SOS aus dem Weltall (4… 3… 2… 1… morte)
- 1966: Rocco – der Einzelgänger von Alamo (Ballata per un pistolero) (auch Ko-Drehbuch)
- 1970: Cream – Schwabing-Report (auch Ko-Drehbuch)
- 1972: Ich, die Nonne und die Schweinehunde (Io monaca… per tre carogne e sette peccatrici) (Regie)
- 1978: Die Totenschmecker (auch Regie und Ko-Drehbuch)
- 1979: Primel macht ihr Haus verrückt
- 1980: Kenn’ ich, weiß ich, war ich schon!
- 1982: Das Frauenlager (Chained Heat)
- 1982: July Darling
- 1983: Jungle Warriors – Euer Weg führt durch die Hölle (auch Regie und Ko-Drehbuch)
- 1985: Red Heat – Unschuld in Ketten (auch Mitregie)
- 1987: Rage to Kill (auch Regie)
- 1988: Magdalene
- 1994: Jamila